# Bief d’Ainson
Der Bief d’Ainson ist ein kleiner Fluss in Frankreich, der im Département Jura in der Region Bourgogne-Franche-Comté verläuft. Er entspringt im Gemeindegebiet von Monay, knapp an der Grenze zur Nachbargemeinde Darbonnay, entwässert zunächst in nordwestlicher Richtung schwenkt dann auf Südwest und mündet nach insgesamt rund 15 Kilometern an der Gemeindegrenze von Foulenay und Chaumergy als rechter Nebenfluss in die Brenne. In seinem Oberlauf quert der Bief d’Ainson die Autobahn A 39.

## Orte am Fluss
(Reihenfolge in Fließrichtung)
- Monay
- Le Bouchaud, Gemeinde Bersaillin
- La Sablonnière, Gemeinde Colonne
- Le Chateley
- Chemenot
- Champrougier
- Pont d’Ainson, Gemeinde Foulenay